# 5e régiment de grenadiers « roi Frédéric Ier » (4e régiment d'infanterie prussien-oriental)
Pour les articles homonymes, voir 5e régiment.
Le 5e régiment de grenadiers « roi Frédéric Ier » (4e régiment d'infanterie prussien-oriental) est une unité d'infanterie de l'armée prussienne.

## Histoire
Le régiment est créé le 11 mars 1689 et est rattaché au 1er corps d'armée de 1820 à 1848 et de 1851 à 1890. De 1849 à 1850, il fait partie du 5e corps d'armée et de 1890 à 1914 du 17e corps d'armée. Pendant ce temps, il appartient à la 2e division d'infanterie (1820-1848, 1852-1890), à 10e division d'infanterie (1849-1850) et à la 36e division  d'infanterie (1890-1914). Il appartient à la 2e brigade d'infanterie (1820–1848, 1851), la 10e brigade d'infanterie (1849–1850), la 4e brigade d'infanterie (de) (1852–1890) et la 71e brigade d'infanterie (1890–1914).
Le 11 mars 1689, le régiment est créé par capitulation de Frédéric Ier sous la direction d'Alexander zu Dohna-Schlobitten - avec un bataillon de cinq compagnies d'infanterie. Ces compagnies se composent de deux compagnies de l'ancien 10e régiment d'infanterie (de), une compagnie du bataillon d'Henri de Briquemault et deux compagnies de garnisons de forteresse différentes. La même année, le régiment est élargi à huit compagnies, dont trois appartiennent à l'ancien 10e régiment d'infanterie prussien.
En 1691, le régiment reçoit un deuxième bataillon de cinq compagnies, car il doit participer aux guerres ottomanes.
En 1692, Alexander zu Dohna-Schlobitten devient gouverneur de Pillau et chef de la garnison de Pillau, il donne trois compagnies à Wilhelm von Brandt, ancien gouverneur de Pillau, et incorpore les trois compagnies situées à Pillau dans son régiment. En conséquence, un bataillon du régiment forme la garnison permanente de Pillau et prend ainsi le caractère d'une garnison, l'effectif des deux bataillons change en fonction de la situation politique jusqu'en 1713.
En 1702, une compagnie est transférée au 17e régiment d'infanterie von Sydow (de), qui est remplacé à nouveau en 1703. Au début de 1713, Frédéric-Guillaume Ier lève les garnisons en tant que telles et les transforme en troupes de campagne. L'effectif de ce régiment, comme celui de la plupart, est toujours composé de deux bataillons de cinq compagnies chacun.
En 1735, le régiment est réorganisé: les grenadiers qui sont auparavant répartis entre les compagnies sont regroupés en deux compagnies, et le régiment se compose désormais de deux bataillons, chacun avec une compagnie de grenadiers et cinq compagnies de mousquetaires. En cas de mobilisation, les compagnies de grenadiers sont regroupées pour former un bataillon de grenadiers.
En 1787, deux compagnies de mousquetaires sont converties en compagnies de grenadiers, de sorte que le régiment se compose d'un bataillon de grenadiers et de deux bataillons de mousquetaires de quatre compagnies chacun.
En 1797, des soldats sont retirés pour former le 7e régiment de grenadiers. En 1807, le régiment est le 3e bataillon du 4e régiment de grenadiers et le bataillon de fusiliers du 23e régiment d'infanterie. Cela lui donne le statut prescrit de deux compagnies de grenadiers, deux de mousquetaires et un bataillon léger.
En 1859, il y a de lourdes levées, également sur les officiers, ont lieu au profit du 45e régiment d'infanterie. D'autres prélèvements suivent en 1866 (13e, 14e et 15e compagnies au 74e régiment d'infanterie (de)), en 1881 (10e compagnie au 128e régiment d'infanterie (de)), en 1887 (2e compagnie au 135e régiment d'infanterie (de)) et en 1897 (4e bataillon du 176e régiment d'infanterie).

### Désignation
- Jusqu'en 1808 : d'après les chefs du régiment (16e régiment d'infanterie)
- À partir de 7 septembre 1808 : 4e régiment d'infanterie prussien-oriental
- À partir de 5 novembre 1816 : 5e régiment d'infanterie (4e régiment d'infanterie prussien-oriental)
- À partir de 10 mars 1823 : 5e régiment d'infanterie
- À partir de 4 juillet 1860 : 5e régiment de grenadiers (4e régiment d'infanterie prussien-oriental)
- À partir du 27 janvier 1889 : 5e régiment de grenadiers « roi Frédéric Ier » (4e régiment d'infanterie prussien-oriental)

### Déploiements
Le régiment libère Kaiserswerth lors de la guerre de succession du Palatinat après que Louis XIV a conquis la ville; dans la Grande guerre turque, il combat dans la bataille de Slankamen. D'autres déploiements comprennent la première guerre de Silésie, la seconde guerre de Silésie, la guerre de Sept Ans, la guerre de Succession de Bavière et la guerre austro-prussienne de 1866.

### Première Guerre mondiale
Le 2 août 1914, le régiment est mobilisé conformément au plan de mobilisation. En plus du déplacement du régiment en campagne, il met en place un bataillon de remplacement composé de quatre compagnies et de deux dépôts de recrues. En septembre 1918, le régiment reçoit sa propre compagnie de lanceurs de mines, qui est formée de parties de la 36e compagnie de lanceurs de mines.

## Chefs du régiment
- 1689-1728 : Alexander zu Dohna-Schlobitten
- 1728-1748 : Adam Christoph von Flanß (de)
- 1748-1762 : Christophe II de Dohna-Schlodien
- 1762-1771 : Friedrich Wilhelm von Syburg
- 1771-1776 : Christian Ernst Wilhelm Benedikt von Borcke (de)
- 1776-1782 : Ludwig von Buddenbrock (de)
- 1782-1785 : Karl Adolf Schott von Schottenstein (de)
- 1785-1789 : Johann Friedrich Wilhelm Moritz von Romberg (de)
- 1789-1792 : Ernst Heinrich von Gillern (de)
- 1792-1798 : Friedrich Wilhelm Heinrich von Hausen (de)
- 1798-1819 : Friedrich Otto von Diericke (de)
- 1826-1840 : Karl August Adolf von Krafft
- 1852-1868 : Friedrich Wilhelm Karl von Grabow
- 1876-1881 : Julius Karl von Groß genannt von Schwarzhoff
- 1889-1891 : Paul Bronsart von Schellendorff

## Commandants
- 1806 v. Hamberger
- 1807 von der Mülbe
- 1809 v. Schachtmeyer
- 1809 Karl August Adolf von Krafft
- 1811 Andreas Köhn von Jaski (de)
- 1816 Wilhelm Gottfried von Jochens (de)
- 1828 Karl August Alexander von Drigalski (de)
- 1834 Friedrich von Buddenbrock (de)
- 1841 Georg Brunsig von Brun
- 1846 Gustav von Imhoff (de)
- 1850 Karl von Könneritz (de)
- 1853 Leonhard von Koschkull (de)
- 1856 Franz von Frobel
- 1859 Franz von Boehn (de)
- 1863 Hermann von Dewitz (de)
- 1866 Albert von Memerty (de)
- 1870 Karl von Einem (de)
- 1874 Richard von Loewe (de)
- 1880 v. Lehmann
- 1885 v. Zingler
- 1888 Boje
- 1889 v. Platen
- 1891 Hermann von Graberg (de)
- 1893 Frhr. v. Richthofen
- 1895 Frhr. v. Buddenbrock
- 1898 v. Reichenbach
- 1902 v. Bendemann
- 1904 Kuntzen
- 1918 Heinrich von Kummer (de)